# Cystiscus angasi
Cystiscus angasi is een slakkensoort uit de familie van de Cystiscidae. De wetenschappelijke naam van de soort is voor het eerst geldig gepubliceerd in 1870 door Crosse.

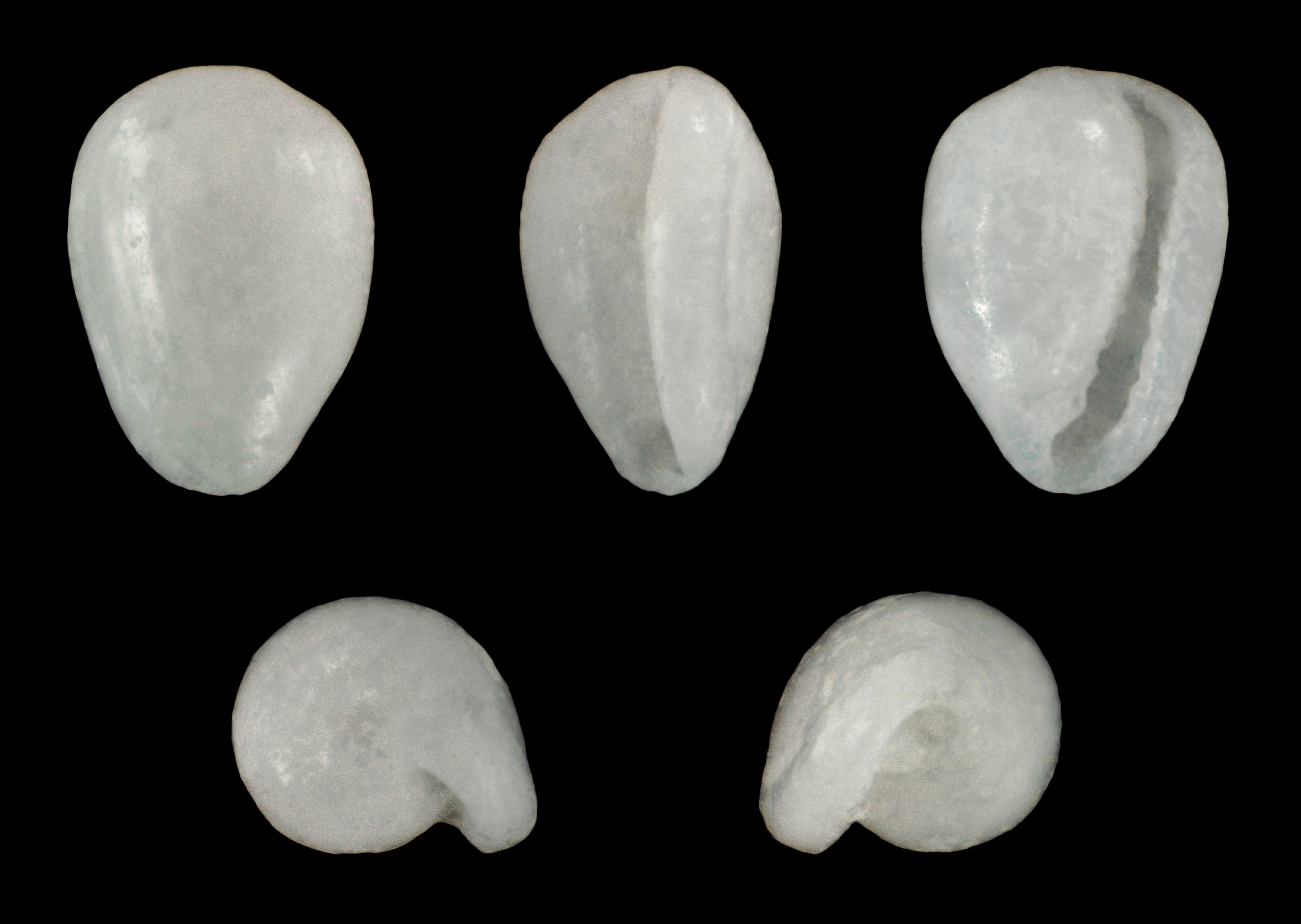
Exemplaar uit Mauritius